# کبالت ایر
کبالت ایر (انگلیسی: Cobalt Air) شرکت هواپیمایی قبرسی است، که در سال ۲۰۱۵ تأسیس شد.